# Gerhard Christe
Gerhard Christe ist ein deutscher Soziologe.

## Leben
Nach dem Studium (1966–1972) in Tübingen und Frankfurt am Main der Soziologie, Psychologie, Philosophie, Politikwissenschaft, Volkswirtschaft und Pädagogik (Diplomsoziologe) war er von 1972 bis 1982 wissenschaftlicher Assistent an der Universität Göttingen, Fachbereich Erziehungswissenschaften, Fachgebiet Soziologie (bis 1978: Pädagogische Hochschule Niedersachsen, Abt. Göttingen). Nach der Promotion 1979 zum Dr. phil. an der Universität Bremen ist er seit 1992 Leiter des Institut für Arbeitsmarktforschung und Jugendberufshilfe (IAJ). Nach der Habilitation 2005 an der Universität Hamburg, Fachbereich Erziehungswissenschaft (Venia legendi für „Erziehungswissenschaft mit dem Schwerpunkt Berufspädagogik“) war er von 2008 bis 2012 Professor (§ 17 HHG) an der Universität Hamburg, Fachbereich Erziehungswissenschaft.
Seine Arbeits- und Forschungsschwerpunkte sind berufliche Bildung benachteiligter Jugendlicher und Jugendberufshilfe, Arbeitsmarkt- und Berufsbildungspolitik, Sozialisationsforschung und soziale Ungleichheit.

## Schriften (Auswahl)
- Schichtspezifische Sozialisation, ein Konzept zur Legitimation sozialer Ungleichheit? Bildungsreform und schichtspezifische Sozialisationsforschung in der Bundesrepublik . Frankfurt am Main 1980, ISBN 3-593-32757-0.
- mit Marianne Goltz und Elise Bohlen: Chancen für Jugendliche ohne Berufsausbildung. Problemanalyse – Beschäftigungsfelder – Förderstrategien. Freiburg im Breisgau 2008, ISBN 3-7841-1814-3.
- Neue Konzepte für den Übergang in Ausbildung. Ausbildungschancen für alle. Bonn 2016, ISBN 978-3-95861-462-8.
- Ausbildung stärken: Potenziale in Bremer und Bremerhavener Betrieben heben. Studie. Bremen 2017.